# لیندا حمری
لیندا حمری (متولد ۸ فوریه ۱۹۸۹) ورزشکار پارالمپیایی کم‌بینا از الجزایر است که عمدتاً در مسابقات سرعت و پرش طول رده‌بندی T12 شرکت می‌کند. حمری نمایندهٔ الجزایر در بازی‌های دو و میدانی پارالمپیک تابستانی بود و یک نقره در پرش طول در پارالمپیک تابستانی ۲۰۱۲ لندن و یک برنز در همان مسابقه، چهار سال بعد در ریو دو ژانیرو به دست آورد. حمری همچنین دو مدال نقره در مسابقات جهانی IPC، هر دو در پرش طول، در لیون در سال ۲۰۱۳ و دوحه در سال ۲۰۱۵ به دست آورده است.

## سابقهٔ شخصی
لیندا حَمْری در ۸ فوریه ۱۹۸۹ در باب وادی الجزایر به دنیا آمد. او با یک بیماری مادرزادی چشم، ماکولوپاتی، به دنیا آمد که یک بیماری رو به وخامت است که بینایی او را تحت تأثیر قرار می‌دهد. حمری از خانواده‌ای بزرگ متشکل از شش خواهر است که یکی از آنها وضعیت چشمی مشابهی دارد.

## حرفهٔ ورزشی
حمری در دروان کودکی‌اش توسط مادرش به عنوان تام‌بوی توصیف شده است که از بازی فوتبال با سایر بچه‌های همسایه‌اش لذت می‌برد. در نوجوانی، هنگامی که خانواده طاجری به ساختمان خود نقل مکان کردند، دخترشان که یک مربی دو و میدانی بود، پتانسیل بالقوهٔ حمری را مشاهده کرد. او دربارهٔ این مرحله از زندگی‌اش گفته است «از جوانی عاشق پریدن و دویدن بودم تا این که توجه یکی از مربیان به نام خانم طاجری را جلب کردم که به‌تازگی به محله‌ای که من در آن زندگی می‌کردم، باب العوید، نقل مکان کرده بود و او مرا به ورزش تشویق کرد. در واقع با تشویق مادرم و خواهر بزرگترم، حرفهٔ ورزشی‌ام شروع شد… اما پدرم مخالف بود، شاید به این دلیل که ورزش مرا از تحصیل غافل می‌کرد که در آن به دلیل کمبود شدید بینایی رنج زیادی کشیدم.» بعد از اولین جلسهٔ تمرینی، حمری به ورزش  سرعت و پرش طول علاقه‌مند شد و چند سال بعد در باشگاه‌های مختلف جابجا شد، اما بعداً متوجه شد که بینایی او رو به وخامت گذاشته و توسط پزشک تأیید شد.
به دلیل ضعف بینایی، حمری به عنوان ورزشکار T۱۳ طبقه‌بندی شد و در سال ۲۰۰۷ در اولین مسابقهٔ بین‌المللی مهم خود، بازی‌های سراسری آفریقای ۲۰۰۷، نمایندهٔ الجزایر بود، جایی که در پرش طول موفق به کسب مدال برنز شد. نقطهٔ اوج حرفه‌ای او در بازی‌های پارالمپیک تابستانی ۲۰۱۲ در لندن بود، جایی که او برای هر دو دوی ۱۰۰ متر (T13) و پرش طول (F13) واجد شرایط بود. علی‌رغم ثبت بهترین‌های یک فصل در دوی سرعت، حمری نتوانست به فینال راه پیدا کند. تلاش‌های او در پرش طول با مسافت ۵٫۳۱ متر سود بیشتری را به همراه داشت و مدال نقره را برای او به ارمغان آورد.
موفقیت‌های بعدی او در دو دورهٔ پیاپی قهرمانی جهانی دو و میدانی IPC ،۲۰۱۳ در لیون و ۲۰۱۵ در دوحه، که آن هنگام به دلیل بدتر شدن وضعیتش به عنوان ورزشکار T12 طبقه‌بندی شد، در مادهٔ پرش طول دو مدال نقره کسب کرد.در پارالمپیک تابستانی ۲۰۱۶ در ریو دو ژانیرو، حمری دوباره وارد دوی ۱۰۰ متر و پرش طول شد. در دوی ۱۰۰ متر، او به عنوان سریع‌ترین ورزشکار بازندهٔ راه یافت، اما پس از آن نتوانست تا نیمه نهایی راه پیدا کند. موفقیت او، مانند لندن، از طریق پرش طول به دست آمد، جایی که در موقعیت مدال برنز، با پرش ۵٫۵۳ متر به پایان رسید.